# Кулявичюс, Довидас
Довидас Кулявичюс (лит. Dovydas Kulevičius, родился 4 сентября 1982 в Электренае) — литовский хоккеист, левый нападающий клуба Энергия (Электренай).